# Шапелот
Шапелот (фр. Chapelotte) насеље је и општина у централној Француској у региону Центар (регион), у департману Шер која припада префектури Бурж.
По подацима из 2011. године у општини је живело 185 становника, а густина насељености је износила 6,49 становника/km². Општина се простире на површини од 28,5 km². Налази се на средњој надморској висини од 315 метара (максималној 383 m, а минималној 258 m).

## Демографија
| 1962. | 1968. | 1975. | 1982. | 1990. | 1999. | 2011. |
| ----- | ----- | ----- | ----- | ----- | ----- | ----- |
| 187   | 240   | 204   | 180   | 167   | 181   | 185   |

График промене броја становника у току последњих година